# Peter Dante
Peter Dante est un acteur américain né le 16 décembre 1968 à West Hartford (États-Unis).

## Biographie
Dante est né le cinquième de six enfants. À l'école, il chantait dans la chorale et jouait à la crosse. Il a également pratiqué le sport à l'Université Loyola Marymount. À l'âge adulte, il est devenu entraîneur. 
Il est marié et père de deux fils. C'est un ami d'Adam Sandler.

## Filmographie
- 1998 : Waterboy (The Waterboy)
- 1999 : Drôle de père (Big daddy)
- 2000 :  Little Nicky : Peter
- 2002 : Les Aventures de Mister Deeds
- 2006 : Grandma's Boy
- 2007 : Quand Chuck rencontre Larry (I now Pronouce You Chuck and Larry)
- 2008 : Strange Wilderness
- 2011 : Bucky Larson : Super star du X (Bucky Larson: Born to Be a Star)
- 2011 : Jack et Julie (Jack and Jill)
- 2012 : Crazy Dad (That's My Boy)
- 2013 : Copains pour toujours 2 (Grown Ups 2)